# Hyalopteryx rufipennis
Hyalopteryx rufipennis is een rechtvleugelig insect uit de familie veldsprinkhanen (Acrididae). De wetenschappelijke naam van deze soort is voor het eerst geldig gepubliceerd in 1843 door Charpentier.